# Lithosoma japonica
Lithosoma japonica is een zeester uit de familie Goniasteridae.
De wetenschappelijke naam van de soort werd in 1952 gepubliceerd door Ryoji Hayashi.